# The Official Southeast Asia Charts

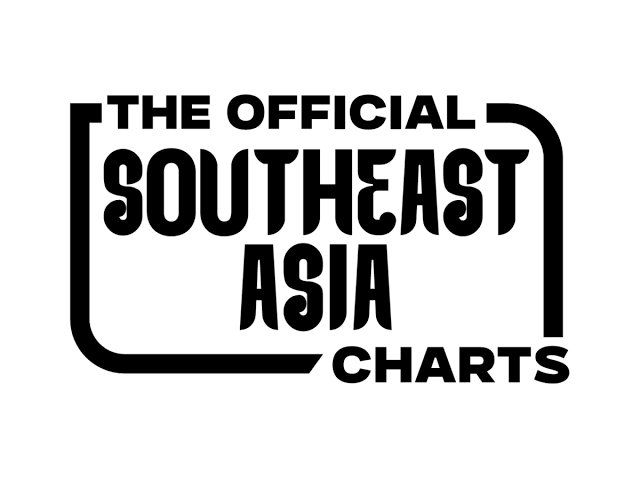
Logo delle Official Southeast Asia Charts

The Official Southeast Asia Charts (oppure The Official SEA Charts) sono le classifiche dei brani musicali più riprodotti in streaming nel Sud-est asiatico, lanciate il 23 gennaio 2025 e redatte settimanalmente dall'International Federation of the Phonographic Industry.
Le classifiche, contemplanti i dati di riproduzione in streaming ricavati dalle piattaforme Apple Music, Deezer, Langit Musik (esclusivamente per il mercato indonesiano), Spotify e YouTube, raggruppano le venti canzoni più popolari nei sei paesi della suddetta regione continentale: Filippine, Indonesia, Malaysia, Singapore, Thailandia e Vietnam.

## Singoli al numero uno

### 2025
| Paese      | Settimana | Artista                                                       | Brano                                   | Note  |
| ---------- | --------- | ------------------------------------------------------------- | --------------------------------------- | ----- |
| Filippine  | 3         | Dionela                                                       | Marilag                                 | [ 2 ] |
| Indonesia  | 3         | Tenxi, Jemsii e Naykilla                                      | Garam & madu (Sakit dadaku)             | [ 2 ] |
| Malaysia   | 3         | Lady Gaga e Bruno Mars                                        | Die with a Smile                        | [ 2 ] |
| Singapore  | 3         | Rosé e Bruno Mars                                             | Apt.                                    | [ 2 ] |
| Thailandia | 3         | Lek Ratmet                                                    | Chai pen nai kai pen bao                | [ 2 ] |
| Vietnam    | 3         | Dương Domic                                                   | Mất kết nối                             | [ 2 ] |
| Filippine  | 4         | Dionela                                                       | Marilag                                 | [ 2 ] |
| Indonesia  | 4         | Tenxi, Jemsii e Naykilla                                      | Garam & madu (Sakit dadaku)             | [ 2 ] |
| Malaysia   | 4         | Tenxi, Jemsii e Naykilla                                      | Garam & madu (Sakit dadaku)             | [ 2 ] |
| Singapore  | 4         | Rosé e Bruno Mars                                             | Apt.                                    | [ 2 ] |
| Thailandia | 4         | Cocktail feat. Khio Flure                                     | Yours Ever                              | [ 2 ] |
| Vietnam    | 4         | Dương Domic                                                   | Mất kết nối                             | [ 2 ] |
| Filippine  | 5         | Dionela                                                       | Marilag                                 | [ 2 ] |
| Indonesia  | 5         | Tenxi, Jemsii e Naykilla                                      | Garam & madu (Sakit dadaku)             | [ 2 ] |
| Malaysia   | 5         | Tenxi, Jemsii e Naykilla                                      | Garam & madu (Sakit dadaku)             | [ 2 ] |
| Singapore  | 5         | Rosé e Bruno Mars                                             | Apt.                                    | [ 2 ] |
| Thailandia | 5         | Little John                                                   | Suttae chai cha khwaikhwa               | [ 2 ] |
| Vietnam    | 5         | Dương Domic                                                   | Mất kết nối                             | [ 2 ] |
| Filippine  | 6         | Dionela                                                       | Marilag                                 | [ 2 ] |
| Indonesia  | 6         | Tenxi, Jemsii e Naykilla                                      | Garam & madu (Sakit dadaku)             | [ 2 ] |
| Malaysia   | 6         | Tenxi, Jemsii e Naykilla                                      | Garam & madu (Sakit dadaku)             | [ 2 ] |
| Singapore  | 6         | Lady Gaga e Bruno Mars                                        | Die with a Smile                        | [ 2 ] |
| Thailandia | 6         | Little John                                                   | Suttae chai cha khwaikhwa               | [ 2 ] |
| Vietnam    | 6         | Dương Domic                                                   | Mất kết nối                             | [ 2 ] |
| Filippine  | 7         | Kendrick Lamar e SZA                                          | Luther                                  | [ 2 ] |
| Indonesia  | 7         | Tenxi, Jemsii e Naykilla                                      | Garam & madu (Sakit dadaku)             | [ 2 ] |
| Malaysia   | 7         | Tenxi, Jemsii e Naykilla                                      | Garam & madu (Sakit dadaku)             | [ 2 ] |
| Singapore  | 7         | Lady Gaga e Bruno Mars                                        | Die with a Smile                        | [ 2 ] |
| Thailandia | 7         | Lisa feat. Doja Cat & Raye                                    | Born Again                              | [ 2 ] |
| Vietnam    | 7         | Erik                                                          | Dù cho tận thế                          | [ 2 ] |
| Filippine  | 8         | Kendrick Lamar e SZA                                          | Luther                                  | [ 2 ] |
| Indonesia  | 8         | Tenxi, Jemsii e Naykilla                                      | Garam & madu (Sakit dadaku)             | [ 2 ] |
| Malaysia   | 8         | LBI                                                           | Tiàolóu jī                              | [ 2 ] |
| Singapore  | 8         | Kendrick Lamar e SZA                                          | Luther                                  | [ 2 ] |
| Thailandia | 8         | F.Hero                                                        | Kulap                                   | [ 2 ] |
| Vietnam    | 8         | Dương Domic                                                   | Mất kết nối                             | [ 2 ] |
| Filippine  | 9         | Kendrick Lamar e SZA                                          | Luther                                  | [ 2 ] |
| Indonesia  | 9         | Tenxi, Jemsii e Naykilla                                      | Garam & madu (Sakit dadaku)             | [ 2 ] |
| Malaysia   | 9         | LBI                                                           | Tiàolóu jī                              | [ 2 ] |
| Singapore  | 9         | LBI                                                           | Tiàolóu jī                              | [ 2 ] |
| Thailandia | 9         | F.Hero                                                        | Kulap                                   | [ 2 ] |
| Vietnam    | 9         | Dương Domic                                                   | Mất kết nối                             | [ 2 ] |
| Filippine  | 10        | Kendrick Lamar e SZA                                          | Luther                                  | [ 2 ] |
| Indonesia  | 10        | Tenxi, Jemsii e Naykilla                                      | Garam & madu (Sakit dadaku)             | [ 2 ] |
| Malaysia   | 10        | LBI                                                           | Tiàolóu jī                              | [ 2 ] |
| Singapore  | 10        | LBI                                                           | Tiàolóu jī                              | [ 2 ] |
| Thailandia | 10        | F.Hero                                                        | Kulap                                   | [ 2 ] |
| Vietnam    | 10        | Dương Domic                                                   | Mất kết nối                             | [ 2 ] |
| Filippine  | 11        | Kendrick Lamar e SZA                                          | Luther                                  | [ 2 ] |
| Indonesia  | 11        | Tenxi, Jemsii e Naykilla                                      | Garam & madu (Sakit dadaku)             | [ 2 ] |
| Malaysia   | 11        | Jennie                                                        | Like Jennie                             | [ 2 ] |
| Singapore  | 11        | LBI                                                           | Tiàolóu jī                              | [ 2 ] |
| Thailandia | 11        | F.Hero                                                        | Kulap                                   | [ 2 ] |
| Vietnam    | 11        | Hòa Minzy, NSUT Xuân Hinh e Tuấn Cry                          | Bắc bling (Bắc Ninh)                    | [ 2 ] |
| Filippine  | 12        | Earl Augustin                                                 | Tibok                                   | [ 2 ] |
| Indonesia  | 12        | Tenxi, Jemsii e Naykilla                                      | Garam & madu (Sakit dadaku)             | [ 2 ] |
| Malaysia   | 12        | Jennie                                                        | Like Jennie                             | [ 2 ] |
| Singapore  | 12        | LBI                                                           | Tiàolóu jī                              | [ 2 ] |
| Thailandia | 12        | F.Hero                                                        | Kulap                                   | [ 2 ] |
| Vietnam    | 12        | Hòa Minzy, NSUT Xuân Hinh e Tuấn Cry                          | Bắc bling (Bắc Ninh)                    | [ 2 ] |
| Filippine  | 13        | Earl Augustin                                                 | Tibok                                   | [ 2 ] |
| Indonesia  | 13        | Tenxi, Jemsii e Naykilla                                      | Garam & madu (Sakit dadaku)             | [ 2 ] |
| Malaysia   | 13        | Jennie                                                        | Like Jennie                             | [ 2 ] |
| Singapore  | 13        | LBI                                                           | Tiàolóu jī                              | [ 2 ] |
| Thailandia | 13        | F.Hero                                                        | Kulap                                   | [ 2 ] |
| Vietnam    | 13        | Hòa Minzy, NSUT Xuân Hinh e Tuấn Cry                          | Bắc bling (Bắc Ninh)                    | [ 2 ] |
| Filippine  | 14        | Earl Augustin                                                 | Tibok                                   | [ 2 ] |
| Indonesia  | 14        | Tenxi, Jemsii e Naykilla                                      | Garam & madu (Sakit dadaku)             | [ 2 ] |
| Malaysia   | 14        | Hael Husaini e Nadeera                                        | Meriah lain macam                       | [ 2 ] |
| Singapore  | 14        | LBI                                                           | Tiàolóu jī                              | [ 2 ] |
| Thailandia | 14        | F.Hero                                                        | Kulap                                   | [ 2 ] |
| Vietnam    | 14        | Hòa Minzy, NSUT Xuân Hinh e Tuấn Cry                          | Bắc bling (Bắc Ninh)                    | [ 2 ] |
| Filippine  | 15        | Cup of Joe                                                    | Multo                                   | [ 2 ] |
| Indonesia  | 15        | Niki                                                          | You'll Be in My Heart                   | [ 2 ] |
| Malaysia   | 15        | Hael Husaini e Nadeera                                        | Meriah lain macam                       | [ 2 ] |
| Singapore  | 15        | LBI                                                           | Tiàolóu jī                              | [ 2 ] |
| Thailandia | 15        | F.Hero                                                        | Kulap                                   | [ 2 ] |
| Vietnam    | 15        | Hòa Minzy, NSUT Xuân Hinh e Tuấn Cry                          | Bắc bling (Bắc Ninh)                    | [ 2 ] |
| Filippine  | 16        | Cup of Joe                                                    | Multo                                   | [ 2 ] |
| Indonesia  | 16        | Niki                                                          | You'll Be in My Heart                   | [ 2 ] |
| Malaysia   | 16        | Jennie                                                        | Like Jennie                             | [ 2 ] |
| Singapore  | 16        | LBI                                                           | Tiàolóu jī                              | [ 2 ] |
| Thailandia | 16        | F.Hero                                                        | Kulap                                   | [ 2 ] |
| Vietnam    | 16        | Hòa Minzy, NSUT Xuân Hinh e Tuấn Cry                          | Bắc bling (Bắc Ninh)                    | [ 2 ] |
| Filippine  | 17        | Cup of Joe                                                    | Multo                                   | [ 2 ] |
| Indonesia  | 17        | Niki                                                          | You'll Be in My Heart                   | [ 2 ] |
| Malaysia   | 17        | Jennie                                                        | Like Jennie                             | [ 2 ] |
| Singapore  | 17        | LBI                                                           | Tiàolóu jī                              | [ 2 ] |
| Thailandia | 17        | F.Hero                                                        | Kulap                                   | [ 2 ] |
| Vietnam    | 17        | Hòa Minzy, NSUT Xuân Hinh e Tuấn Cry                          | Bắc bling (Bắc Ninh)                    | [ 2 ] |
| Filippine  | 18        | Cup of Joe                                                    | Multo                                   | [ 2 ] |
| Indonesia  | 18        | Fourtwnty feat. Charita Utami                                 | Mangu                                   | [ 2 ] |
| Malaysia   | 18        | Jennie                                                        | Like Jennie                             | [ 2 ] |
| Singapore  | 18        | LBI                                                           | Tiàolóu jī                              | [ 2 ] |
| Thailandia | 18        | F.Hero                                                        | Kulap                                   | [ 2 ] |
| Vietnam    | 18        | Hòa Minzy, NSUT Xuân Hinh e Tuấn Cry                          | Bắc bling (Bắc Ninh)                    | [ 2 ] |
| Filippine  | 19        | Cup of Joe                                                    | Multo                                   | [ 2 ] |
| Indonesia  | 19        | Fourtwnty feat. Charita Utami                                 | Mangu                                   | [ 2 ] |
| Malaysia   | 19        | Jennie                                                        | Like Jennie                             | [ 2 ] |
| Singapore  | 19        | LBI                                                           | Tiàolóu jī                              | [ 2 ] |
| Thailandia | 19        | F.Hero                                                        | Kulap                                   | [ 2 ] |
| Vietnam    | 19        | Hòa Minzy, NSUT Xuân Hinh e Tuấn Cry                          | Bắc bling (Bắc Ninh)                    | [ 2 ] |
| Filippine  | 20        | Cup of Joe                                                    | Multo                                   | [ 2 ] |
| Indonesia  | 20        | Fourtwnty feat. Charita Utami                                 | Mangu                                   | [ 2 ] |
| Malaysia   | 20        | Fourtwnty feat. Charita Utami                                 | Mangu                                   | [ 2 ] |
| Singapore  | 20        | LBI                                                           | Tiàolóu jī                              | [ 2 ] |
| Thailandia | 20        | F.Hero                                                        | Kulap                                   | [ 2 ] |
| Vietnam    | 20        | Maydays feat. Minh Tốc & Lam                                  | Phép màu                                | [ 2 ] |
| Filippine  | 21        | Cup of Joe                                                    | Multo                                   | [ 2 ] |
| Indonesia  | 21        | Fourtwnty feat. Charita Utami                                 | Mangu                                   | [ 2 ] |
| Malaysia   | 21        | Fourtwnty feat. Charita Utami                                 | Mangu                                   | [ 2 ] |
| Singapore  | 21        | LBI                                                           | Tiàolóu jī                              | [ 2 ] |
| Thailandia | 21        | F.Hero                                                        | Kulap                                   | [ 2 ] |
| Vietnam    | 21        | Maydays feat. Minh Tốc & Lam                                  | Phép màu                                | [ 2 ] |
| Filippine  | 22        | Cup of Joe                                                    | Multo                                   | [ 2 ] |
| Indonesia  | 22        | Fourtwnty feat. Charita Utami                                 | Mangu                                   | [ 2 ] |
| Malaysia   | 22        | Fourtwnty feat. Charita Utami                                 | Mangu                                   | [ 2 ] |
| Singapore  | 22        | Jin                                                           | Don't Say You Love Me                   | [ 2 ] |
| Thailandia | 22        | F.Hero                                                        | Kulap                                   | [ 2 ] |
| Vietnam    | 22        | Maydays feat. Minh Tốc & Lam                                  | Phép màu                                | [ 2 ] |
| Filippine  | 23        | Cup of Joe                                                    | Multo                                   | [ 2 ] |
| Indonesia  | 23        | Fourtwnty feat. Charita Utami                                 | Mangu                                   | [ 2 ] |
| Malaysia   | 23        | Fourtwnty feat. Charita Utami                                 | Mangu                                   | [ 2 ] |
| Singapore  | 23        | Jin                                                           | Don't Say You Love Me                   | [ 2 ] |
| Thailandia | 23        | F.Hero                                                        | Kulap                                   | [ 2 ] |
| Vietnam    | 23        | Maydays feat. Minh Tốc & Lam                                  | Phép màu                                | [ 2 ] |
| Filippine  | 24        | Cup of Joe                                                    | Multo                                   | [ 2 ] |
| Indonesia  | 24        | Fourtwnty feat. Charita Utami                                 | Mangu                                   | [ 2 ] |
| Malaysia   | 24        | Fourtwnty feat. Charita Utami                                 | Mangu                                   | [ 2 ] |
| Singapore  | 24        | Jin                                                           | Don't Say You Love Me                   | [ 2 ] |
| Thailandia | 24        | Boydpod feat. Billkin                                         | I'm OK Not OK                           | [ 2 ] |
| Vietnam    | 24        | Maydays feat. Minh Tốc & Lam                                  | Phép màu                                | [ 2 ] |
| Filippine  | 25        | Cup of Joe                                                    | Multo                                   | [ 2 ] |
| Indonesia  | 25        | Fourtwnty feat. Charita Utami                                 | Mangu                                   | [ 2 ] |
| Malaysia   | 25        | Fourtwnty feat. Charita Utami                                 | Mangu                                   | [ 2 ] |
| Singapore  | 25        | Jin                                                           | Don't Say You Love Me                   | [ 2 ] |
| Thailandia | 25        | Youngohm                                                      | Choetcharat                             | [ 2 ] |
| Vietnam    | 25        | Maydays feat. Minh Tốc & Lam                                  | Phép màu                                | [ 2 ] |
| Filippine  | 26        | Cup of Joe                                                    | Multo                                   | [ 2 ] |
| Indonesia  | 26        | Fourtwnty feat. Charita Utami                                 | Mangu                                   | [ 2 ] |
| Malaysia   | 26        | Fourtwnty feat. Charita Utami                                 | Mangu                                   | [ 2 ] |
| Singapore  | 26        | Jin                                                           | Don't Say You Love Me                   | [ 2 ] |
| Thailandia | 26        | Youngohm                                                      | Choetcharat                             | [ 2 ] |
| Vietnam    | 26        | Maydays feat. Minh Tốc & Lam                                  | Phép màu                                | [ 2 ] |
| Filippine  | 27        | Cup of Joe                                                    | Multo                                   | [ 2 ] |
| Indonesia  | 27        | Fourtwnty feat. Charita Utami                                 | Mangu                                   | [ 2 ] |
| Malaysia   | 27        | Fourtwnty feat. Charita Utami                                 | Mangu                                   | [ 2 ] |
| Singapore  | 27        | Jin                                                           | Don't Say You Love Me                   | [ 2 ] |
| Thailandia | 27        | Youngohm                                                      | Choetcharat                             | [ 2 ] |
| Vietnam    | 27        | Maydays feat. Minh Tốc & Lam                                  | Phép màu                                | [ 2 ] |
| Filippine  | 28        | Cup of Joe                                                    | Multo                                   | [ 2 ] |
| Indonesia  | 28        | Fourtwnty feat. Charita Utami                                 | Mangu                                   | [ 2 ] |
| Malaysia   | 28        | Huntr/X, Ejae, Audrey Nuna, Rei Ami e KPop Demon Hunters Cast | Golden                                  | [ 2 ] |
| Singapore  | 28        | Jin                                                           | Don't Say You Love Me                   | [ 2 ] |
| Thailandia | 28        | Blvckheart                                                    | Yak cha kot thoe nan (Have a Good Time) | [ 2 ] |
| Vietnam    | 28        | Maydays feat. Minh Tốc & Lam                                  | Phép màu                                | [ 2 ] |
| Filippine  | 29        | Cup of Joe                                                    | Multo                                   | [ 2 ] |
| Indonesia  | 29        | Fourtwnty feat. Charita Utami                                 | Mangu                                   | [ 2 ] |
| Malaysia   | 29        | Blackpink                                                     | Jump                                    | [ 2 ] |
| Singapore  | 29        | Blackpink                                                     | Jump                                    | [ 2 ] |
| Thailandia | 29        | Blackpink                                                     | Jump                                    | [ 2 ] |
| Vietnam    | 29        | Blackpink                                                     | Jump                                    | [ 2 ] |
| Filippine  | 30        | Cup of Joe                                                    | Multo                                   | [ 2 ] |
| Indonesia  | 30        | Fourtwnty feat. Charita Utami                                 | Mangu                                   | [ 2 ] |
| Malaysia   | 30        | Huntr/X, Ejae, Audrey Nuna, Rei Ami e KPop Demon Hunters Cast | Golden                                  | [ 2 ] |
| Singapore  | 30        | Huntr/X, Ejae, Audrey Nuna, Rei Ami e KPop Demon Hunters Cast | Golden                                  | [ 2 ] |
| Thailandia | 30        | Bowkylion                                                     | Thi khan nangsue                        | [ 2 ] |
| Vietnam    | 30        | Maydays feat. Minh Tốc & Lam                                  | Phép màu                                | [ 2 ] |
| Filippine  | 31        | Cup of Joe                                                    | Multo                                   | [ 2 ] |
| Indonesia  | 31        | Juan Reza, Diva Aurel, Silet Open Up e Jacson Seran           | Tabola bale                             | [ 2 ] |
| Malaysia   | 31        | Huntr/X, Ejae, Audrey Nuna, Rei Ami e KPop Demon Hunters Cast | Golden                                  | [ 2 ] |
| Singapore  | 31        | Huntr/X, Ejae, Audrey Nuna, Rei Ami e KPop Demon Hunters Cast | Golden                                  | [ 2 ] |
| Thailandia | 31        | Bowkylion                                                     | Thi khan nangsue                        | [ 2 ] |
| Vietnam    | 31        | Maydays feat. Minh Tốc & Lam                                  | Phép màu                                | [ 2 ] |
| Filippine  | 32        | Cup of Joe                                                    | Multo                                   | [ 2 ] |
| Indonesia  | 32        | Juan Reza, Diva Aurel, Silet Open Up e Jacson Seran           | Tabola bale                             | [ 2 ] |
| Malaysia   | 32        | Huntr/X, Ejae, Audrey Nuna, Rei Ami e KPop Demon Hunters Cast | Golden                                  | [ 2 ] |
| Singapore  | 32        | Huntr/X, Ejae, Audrey Nuna, Rei Ami e KPop Demon Hunters Cast | Golden                                  | [ 2 ] |
| Thailandia | 32        | Bowkylion                                                     | Thi khan nangsue                        | [ 2 ] |
| Vietnam    | 32        | S(trong)                                                      | Kho báu                                 | [ 2 ] |